# Joe Bushkin
Joe Bushkin (7 de noviembre de 1916–3 de noviembre de 2004) fue un pianista y compositor estadounidense de jazz.

## Biografía
Nacido en Nueva York, hijo de emigrantes rusos, aprendió a tocar el piano con 10 años. Bushkin comenzó su carrera profesional tocando la trompeta y el piano en varias bandas de su ciudad natal, incluida la banda de Frank LaMare en Brooklyn. En 1935 entró a formar parte de la banda de Bunny Berigan, tocó con Eddie Condon en 1936 y 1937, y posteriormente con Max Kaminsky y Joe Marsala, antes de regresar a la banda de Berigan en 1938. Tocó con la banda de ragtime de Muggsy Spanier en 1939. Durante la década de 1940 trabajó también en grabaciones de Eddie Condon, así como en apariciones en radio y televisión. Tras servir en el ejército durante la Segunda Guerra Mundial, trabajó con Louis Armstrong, Bud Freeman y Benny Goodman.
Como compositor destaca su tema "Oh! Look at Me Now", escrito con John DeVries, que se convirtió en el primer gran éxito de Frank Sinatra. Bushkin intervino en el musical especial para televisión de Judy Garland producido para la serie de antología General Electric Theater, emitida por la CBS el 8 de abril de 1956.
Se casó con Francice Netcher, con quien tuvo cuatro hijas, Nina, Maria, Terasa y Christina. Bushkin se retiró junto a su familia a un rancho en Santa Bárbara, California. Durante los años 70 regresó a los escenarios acompañando a Bing Crosby, con quien estuvo de gira durante 1976 y 1977. Bushkin también intervino en el especial navideño de televisión de Crosby en 1975 con Fred Astaire.
Bushkin falleció en Santa Bárbara, California en 2004 a causa de una neumonía.